# Renoir (film)
Renoir (Japans: ルノワール) is een Japans-Frans-Singaporees-Filipijns-Indonesische coming-of-age-film uit 2025, geschreven en geregisseerd door Chie Hayakawa. De hoofdrollen worden vertolkt door Yui Suzuki, Hikari Ishida, Lily Franky en Ayumu Nakajima.

## Verhaal
In de zomer van 1987 komt Fuki (Yui Suzuki), een excentriek en gevoelig elfjarig meisje, in Tokio in contact met de wereld van de volwassenen door haar dagen met haar vader, die vecht tegen terminale kanker, en haar gestreste moeder, die zich voorbereidt op de dood van haar man terwijl ze overwerkt is. Ze verlangen allemaal enorm naar menselijk contact. 

## Rolverdeling
| Acteur         | Personage           |
| -------------- | ------------------- |
| Yui Suzuki     | Fuki                |
| Hikari Ishida  | Utako, Fukis moeder |
| Lily Franky    | Keiji, Fukis vader  |
| Ayumu Nakajima | Toru Omaezaki       |
| Yuumi Kawai    | Kuriko Kita         |
| Bando Ryota    | Kaoru Hamano        |

## Productie
Renoir is een coproductie van het Japanse Loaded Films, Happinet Phantom Studios en Dongyu, het Indonesische KawanKawan Media, het Singaporese Akanga Films Asia en het Franse ARTE France Cinema, Panoramine en Ici et Là Productions. Aan Filipijnse kant wordt Renoir gecoproduceerd door Alemberg Ang van Daluyong Studios en Sylvia Sanchez en Ria Atayde van Nathan Studios. Dit is Angs tweede samenwerking met Hayakawa. Hun eerste film was Plan 75, die in première ging in de Un certain regard-sectie van het Filmfestival van Cannes 2022.

### Filmopnames
De filmopnames vonden plaats in Japan van juli tot september 2024 en in november 2024 werd er gefilmd in de Filipijnen.

## Release
Renoir ging op 17 mei 2025 in première op het Filmfestival van Cannes in de competitie voor de Gouden Palm.

## Prijzen en nominaties
De belangrijkste:
| Jaar | Prijs                   | Categorie   | Genomineerde(n) | Uitslag     |
| ---- | ----------------------- | ----------- | --------------- | ----------- |
| 2025 | Filmfestival van Cannes | Gouden Palm | Chie Hayakawa   | Genomineerd |